# YIPF4
YIPF4‏ (Yip1 domain family member 4) هوَ بروتين يُشَفر بواسطة جين YIPF4 في الإنسان.